# هانس برگن
هانس برگن (به آلمانی: Hans Bergen) (زاده ۵ مارس ۱۸۹۰ - مرگ ۱۷ فوریه ۱۹۵۷) یک ژنرال آلمانی در دوره رایش سوم و از ۱۰ ژانویه تا ۵ نوامبر ۱۹۴۲ فرمانده لشکر ۳۲۳ پیاده‌نظام ورماخت و از ۵ نوامبر ۱۹۴۲ تا ۳ می ۱۹۴۳ فرمانده لشکر ۲۹۹ پیاده‌نظام ورماخت بود.وی موفق به دریافت صلیب شوالیه آهنین شد.